# Thievy Bifouma
Thievy Bifouma, né le 13 mai 1992 à Saint-Denis est un footballeur international congolais, qui joue au poste d'attaquant au Persépolis FC.

## Biographie

### Carrière en club

#### Formation au RC Strasbourg et départ controversé en Espagne
D'origine congolaise, Thievy débute au CS Meaux avant d'intégrer le centre de formation du RC Strasbourg en 2006. En 2009, il débute avec la réserve en CFA, disputant neuf matchs et inscrivant un but. Après la descente du club en National, Thievy rejoint le club ibérique de l'Espanyol de Barcelone en 2010. Le RC Strasbourg et le CS Meaux introduisent alors un recours devant la FIFA pour contester la forme de cette arrivée qui n'a pas fait l'objet du versement des indemnités de formations (90 000 € par année de formation). Le joueur ayant signé une licence amateur en Espagne, le club catalan est finalement dispensé de verser toute indemnité.
Lors de la 28e journée du championnat d'Espagne 2010-2011, il fait ses débuts professionnels contre le Deportivo La Corogne en entrant en cours de jeu pour deux minutes. Il se fait remarquer en finale de Coupe de Catalogne, inscrivant un triplé face au FC Barcelone B.
Pour la saison 2011-2012, Thievy intègre définitivement le groupe professionnel et signe son premier et seul but de la saison le 17 décembre 2011 face au Sporting Gijón (victoire 2-1). Il conclut sa première réelle saison dans l'élite espagnole avec 19 apparitions dont 11 titularisations.

#### Succession de prêts

##### A Las Palmas, en Division2 espagnole
Il est prêté pour la saison 2012-2013 pour un an à l'U.D. Las Palmas en deuxième division espagnole où il réalise une saison pleine (36 titularisations, 11 buts). À son retour, il est employé comme joker dans l'effectif de l'Espanyol, comptant 2 titularisations pour 9 entrées en jeu et 3 buts.

##### Découverte de la Premier League avec WBA
Fin janvier 2014, il est finalement prêté au club anglais de West Bromwich Albion qui doit faire face à la blessure de Shane Long et à la mise à l'écart de Nicolas Anelka à la suite de sa quenelle effectuée en guise de célébration d'un but. Le stade rennais était également intéressé par son profil mais son offre de 2 M€ ne correspondait pas aux attentes de l'Espanyol qui en demandait quatre.
Dès son premier match sous ses nouvelles couleurs, il réalise un nouveau record, devenant la première recrue à marquer dès sa première minute de jeu en Premier League. Néanmoins, celui-ci n'empêchera pas une défaite 3-1 à Crystal Palace. Avec 6 matchs disputés pour 2 buts inscrits, l'option d'achat adossée à son prêt n'est pas levée en dépit des louanges de son coach, Pepe Mel, qui estime qu'il a les ingrédients pour devenir le nouveau Mario Balotelli. 

##### Prêts espagnols, Almeria puis Grenade
C'est à Almeria qu'il réalise sa meilleure saison en Liga BBVA, trouvant à 4 reprises le chemin des filets et délivrant 4 passes décisives en 29 apparitions (21 titularisations). Le club ne lève toutefois pas l'option d'achat au terme du prêt.
À l'été 2015, il est alors envoyé, une nouvelle fois en prêt, à Grenade où il ne dispute que 180 minutes de jeu sur la première partie de saison. 

##### Retour en France au Stade de Reims
Le 28 janvier 2016, il connait une nouvelle destination en prêt, pour une durée de 6 mois avec option d'achat, au Stade de Reims, club de Ligue 1, et fait ainsi son retour en France. Il ouvre son compteur but dès sa seconde titularisation en ouvrant le score face au SM Caen (victoire 0-2) et est, du 30 janvier au 6 février, proche d'égaler en une semaine son temps de jeu total à Grenade avec 171 minutes disputées.

## Style de jeu
Thievy Bifouma est un attaquant physique connu pour son impressionnante explosivité et vitesse de pointe. De plus, il possède une assez bonne qualité de dribbles.

### Carrière en sélection nationale
Le 2 août 2014, il connait sa première sélection avec l'équipe du Congo en entrant en jeu lors du match qualificatif pour la Coupe d'Afrique des nations 2015 face au Rwanda. Il compte un doublé avec sa sélection nationale contre le Nigeria.
Le 17 janvier 2015 lors de la Coupe d'Afrique des nations 2015, il marque le but égalisateur à 3 minutes de la fin du temps réglementaire, ce qui permet à l'équipe nationale du Congo d'arracher le match nul en fin de rencontre contre la Guinée Équatoriale. Lors du troisième match de poule contre le Burkina Faso, il est auteur de l'ouverture du score. Le Congo l'emporte (2-1) et termine premier de son groupe avec 7 points. Lors des quarts de finale contre la RDC voisine, il marque à la 62e minute portant le score à 2-0, néanmoins cela n’empêchera pas la RDC de revenir et de s'imposer (2-4). Il termine ainsi sa première CAN avec 3 buts, lui permettant d'être dans le groupe des meilleurs buteurs de cette compétition.

## Statistiques
| Saison                | Club                        | Championnat           | Championnat | Championnat | Coupe nationale | Coupe nationale | Coupe de la Ligue | Coupe de la Ligue | Compétition(s) continentale(s) | Compétition(s) continentale(s) | Compétition(s) continentale(s) | Total | Total |
| Saison                | Club                        | Division              | M.          | B.          | M.              | B.              | M.                | B.                | Comp.                          | M.                             | B.                             | M.    | B.    |
| 2010-2011             | Espanyol de Barcelone       | Liga                  | 1           | 0           | -               | -               | -                 | -                 | -                              | -                              | -                              | 1     | 0     |
| 2011-2012             | Espanyol de Barcelone       | Liga                  | 19          | 1           | 4               | 0               | -                 | -                 | -                              | -                              | -                              | 23    | 1     |
| Sous-total            | Sous-total                  | Sous-total            | 20          | 1           | 4               | 0               | -                 | -                 | -                              | -                              | -                              | 24    | 1     |
| 2012-2013             | UD Las Palmas (prêt)        | Liga Adelante         | 36          | 11          | 8               | 3               | -                 | -                 | -                              | -                              | -                              | 44    | 14    |
| Sous-total            | Sous-total                  | Sous-total            | 36          | 11          | 8               | 3               | -                 | -                 | -                              | -                              | -                              | 44    | 14    |
| 2013-2014             | Espanyol de Barcelone       | Liga                  | 11          | 3           | 3               | 0               | -                 | -                 | -                              | -                              | -                              | 14    | 3     |
| Sous-total            | Sous-total                  | Sous-total            | 11          | 3           | 3               | 0               | -                 | -                 | -                              | -                              | -                              | 14    | 3     |
| 2013-2014             | West Bromwich Albion (prêt) | Premier League        | 6           | 2           | -               | -               | -                 | -                 | -                              | -                              | -                              | 6     | 2     |
| Sous-total            | Sous-total                  | Sous-total            | 6           | 2           | -               | -               | -                 | -                 | -                              | -                              | -                              | 6     | 2     |
| 2014-2015             | UD Almería (prêt)           | Liga                  | 29          | 4           | 1               | 0               | -                 | -                 | -                              | -                              | -                              | 30    | 4     |
| Sous-total            | Sous-total                  | Sous-total            | 29          | 4           | 1               | 0               | -                 | -                 | -                              | -                              | -                              | 30    | 4     |
| 2015-2016             | Grenade CF (prêt)           | Liga                  | 7           | 0           | 1               | 0               | -                 | -                 | -                              | -                              | -                              | 8     | 0     |
| Sous-total            | Sous-total                  | Sous-total            | 7           | 0           | 1               | 0               | -                 | -                 | -                              | -                              | -                              | 8     | 0     |
| 2015-2016             | Stade de Reims (prêt)       | Ligue 1               | 13          | 4           | -               | -               | -                 | -                 | -                              | -                              | -                              | 13    | 4     |
| Sous-total            | Sous-total                  | Sous-total            | 13          | 4           | -               | -               | -                 | -                 | -                              | -                              | -                              | 13    | 4     |
| Total sur la carrière | Total sur la carrière       | Total sur la carrière | 122         | 25          | 17              | 3               | 0                 | 0                 | -                              | 0                              | 0                              | 139   | 28    |

## Palmarès
- Coupe de Catalogne : 2011.
- Meilleur buteur de la Coupe d'Afrique des nations 2015 : 3 buts
- Prix DRCPF du meilleur joueur congolais (Congo Awards Foot) 2014,2015,2017,2018